# Themira biloba
Themira biloba är en tvåvingeart som beskrevs av Andersson 1975. Themira biloba ingår i släktet Themira och familjen svängflugor. Enligt den finländska rödlistan är arten otillräckligt studerad i Finland. Arten är reproducerande i Sverige. Inga underarter finns listade i Catalogue of Life.